# وديعة خرطبيل
وديعة خرطبيل (1915-2007) ولدت في مدينة بيروت لعائلة لبنانية عريقة ورائدة في المجتمع العربي، والدها: مصطفى قدورة، والدتها: خانم الحسامي، وعمتها: ابتهاج قدورة،شقيقاتها: أديبة؛ رفيقة؛ المؤرخة الدكتورة زاهية. شقيقاها: أديب؛ لبيب. زوجها: الدكتور أديب خرطبيل. لها ثلاثة أبناء وبنت.

## نشأتها وتعليمها
درست في المدرسة الأميركية للبنات حتى الثانوية، ثم التحقت بكلية بيروت للبنات نصف الجامعية حيث درست السنتين التحضيريتين للطب، ثم انقطعت عن الدراسة. ثم رحلت مع زوجها إلى فلسطين عام 1932 حيث عاشت سنة في مدينة طبريا، انتقلت بعدها إلى مدينة القدس، حيث عُيّن زوجها طبيباً عاماً في "حكومة فلسطين". ومن القدس، انتقلت مع زوجها، من جديد، إلى مدينة نابلس، ومنها إلى مدينة غزة، إلى أن استقرت العائلة سنة 1935 في مدينة طولكرم.

## عملها النسوي

### فلسطين
بدأ انخراطها في العمل النسائي الفلسطيني في مدينة طولكرم، فدعيت بعد فترة قصيرة من استقرارها في المدينة، لتولي رئاسة "جمعية السيدات الخيرية الاجتماعية"، التي افتتحت مستوصفاً لمعالجة المعوزين يعمل به عدد من الأطباء بإشراف زوجها، وأسست فرعاً لرعاية الأمومة والطفولة، وداراً للحضانة، ومشغلاً للخياطة والتطريز. كما كانت الجمعية برئاستها، تسهم في عمليات إيصال الأدوية والأطعمة والألبسة إلى مجاهدي ثورة ال1936، وتساعد عائلات الشهداء وترعى أبناءهم. وشاركت في كانون الأول/ ديسمبر 1944 في الوفد الفلسطيني إلى المؤتمر النسائي العربي العام الذي أقيم في القاهرة، بصفتها مندوبة عن جمعية طولكرم النسائية، وألقت فيه كلمة جعلت عنوانها "نداء الأرض". كما شاركت في العديد من دورات هذا المؤتمر التي عقدت حتى آخر أيام الانتداب البريطاني على فلسطين. واضطرت، بعد وقوع نكبة فلسطين سنة 1948، إلى مغادرة البلاد والهجرة مع أولادها إلى مدينة بيروت، والتحق بها زوجها بعد فترة  قصيرة.

### لبنان
أسست وديعة قدورة خرطبيل في بيروت، عام 1952 الاتحاد النسائي العربي الفلسطيني"، وهو أول تنظيم نسائي عام للمرأة الفلسطينية في الشتات، وترأست هيئته الإدارية. وفي أواخر سنة 1955، انبثقت عن هذا الاتحاد مؤسسة مبرة إسعاد الطفولة في بلدة سوق الغرب في لبنان لتحسين صحة المصابين بالأمراض الصدرية. وبعد عدوان إسرائيل في حزيران/ يونيو 1967، غدا اسمها بيت إسعاد الطفولة وصارت تُعنى بتربية أبناء وبنات شهداء منظمة التحرير الفلسطينية وتعليمهم، إلى أن دُمر مقرها خلال العدوان الإسرائيلي على لبنان في صيف سنة 1982. منذ منتصف الخمسينيات، مثّلت وديعة قدورة خرطبيل الاتحاد النسائي العربي الفلسطيني في العديد من المؤتمرات التي كان يعقدها الاتحاد النسائي الديمقراطي العالمي كل ثلاث سنوات. وشاركت في عضوية "اللجنة الأهلية لنصرة مصر" التي تشكّلت في لبنان، برئاسة الزعيم اللبناني رشيد كرامي، عقب العدوان الثلاثي على مصر في خريف سنة 1956. ودعيت وديعة لحضور اللجنة التحضيرية لـ"المؤتمر النسائي الأفرو- آسيوي" الأول، الذي عُقد في القاهرة في مطلع سنة 1961، وانبثق عنه الاتحاد النسائي الأفرو- آسيوي. وشاركت في تموز/ يوليو 1962 في مؤتمر عصبة النساء العالمية للسلام والحرية  الذي اجتمع في مدينة سان فرانسيسكو الأميركية.
وكانت وديعة، مع يسرى البربري، ضمن أول وفد فلسطيني إلى هيئة الأمم المتحدة في خريف 1963، برئاسة أحمد الشقيري. كما كانت من أوائل من طرح فكرة توحيد الهيئات والاتحادات النسائية الفلسطينية في اتحاد عام، فدعت لهذا الغرض، بصفتها رئيسة "الاتحاد النسائي العربي الفلسطيني" في لبنان، إلى اجتماع عُقد في بيروت في أوائل تموز/ يوليو 1963، حضرته ممثلات عن هذه الهيئات والاتحادات. ثم اختيرت عضواً في المؤتمر الفلسطيني الأول في القدس في أواخر أيار/ مايو 1964، الذي تحوّل إلى مجلس وطني فلسطيني، ونجم عنه  تأسيس منظمة التحرير الفلسطينية، وشاركت في دورتَي المجلس الوطني في القاهرة سنة 1965، وغزة سنة 1966. واختيرت، كذلك، في عضوية اللجنة التحضيرية التي أشرفت على تأسيس الاتحاد العام للمرأة الفلسطينية في المؤتمر الذي عُقد في القدس في تموز/ يوليو 1965، وانتُخبت عضواً في المجلس الإداري للاتحاد. كما ونظمت غداة العدوان الإسرائيلي في حزيران/ يونيو 1967، حملة واسعة من خلال الاتحاد النسائي العربي الفلسطيني لجمع التبرعات المادية والمواد الطبية والغذائية والبطانيات والألبسة لتقديمها إلى المنكوبين في الأردن وسوريا. وبدعوة من الاتحاد نفسه، وبمشاركة الهيئات النسائية والاتحادات النقابية والمهنية اللبنانية، تمّ تنظيم العديد من المظاهرات والمهرجانات استنكاراً للاعتداءات الإسرائيلية ودعماً للمقاومة الفلسطينية. كما وشاركت وديعة قدورة خرطبيل في دورتَي المجلس الوطني الفلسطيني الرابعة عشرة والخامسة عشرة، اللتين عقدتا في دمشق، في كانون الثاني/ يناير 1979 وفي نيسان/ أبريل 1981. كما وعملت بصفة مستشارة مع جمعية الهلال الأحمر الفلسطيني في لبنان، وأشرفت على تنظيم عمل المتطوعات فيه. وفي سنة 1983، سعت وديعة إلى إحياء نشاط الاتحاد النسائي العربي الفلسطيني، الذي كان قد توقف في إثر العدوان الإسرائيلي على لبنان سنة 1982، ونجحت سنة 1985 في تمكينه من استئناف نشاطه وانتُخبت رئيسة له لمدى الحياة تقديراً لدورها في خدمة الحركة النسائية الفلسطينية. وبإشرافها، قام الاتحاد النسائي العربي الفلسطيني بتأسيس مشغل للخياطة والأشغال اليدوية في مخيم شاتيلا في ضواحي بيروت، ثم افتتح الاتحاد روضة للأطفال باسم روضة دلال المغربي- بيت إسعاد الطفولة.
منحها الرئيس ياسر عرفات سنة 2003 وسام فلسطين. كما قامت جمعية المقاصد الخيرية الإسلامية في بيروت بإطلاق اسمها، في شباط/ فبراير 2007 قبل أسابيع قليلة من رحيلها، على قاعة للاجتماعات لتكون معرضاً دائماً للعمل الحرفي لدى الشابات والشباب، وذلك تقديراً لعملها النسائي الرائد في المجتمع اللبناني.

## وفاتها
توفيت وديعة في 11 أبريل/نيسان 2007 في بيروت، ودُفنت في مدافن الباشورة. وقد نعاها ممثل اللجنة التنفيذية لمنظمة التحرير الفلسطينية في لبنان، عباس زكي، مشيداً بدورها الرائد في الحركة النسائية الفلسطينية، وفي تأسيس منظمة التحرير الفلسطينية. كما نعاها المنتدى القومي العربي في بيروت، التي كانت عضواً في مجلس أمنائه، بصفتها رمزاً للتواصل اللبناني- الفلسطيني، ورمزاً للالتزام الوطني والعطاء القومي.

## مؤلفاتها
تركت وديعة خلفها كتابًا يؤرخ سيرتها الذاتية وإنجازاتها، وسطرت فيه حبها لفلسطين وكان بعنون: "ذكريات ومذكرات وديعة قدورة خرطبيل، بحثًا عن الأمل والوطن: ستون عامًا من كفاح امرأة في سبيل قضية فلسطين".